# Instituto de Arte Contemporáneo (Boston)
El Instituto de Arte Contemporáneo (ICA) es un museo de arte y espacio de exhibición ubicado en la ciudad de Boston, la capital del estado deMassachusetts (Estados Unidos). Fue fundado como el Museo de Arte Moderno de Boston en 1936 con la misión de exhibir arte contemporáneo. Desde entonces, ha cambiado varias veces de nombre y ha tenido 13 cambios de sede. La actual fue construida en 2006 en el South Boston Seaport District y fue diseñada por el estudio de arquitectura Diller Scofidio + Renfro.

## Historia

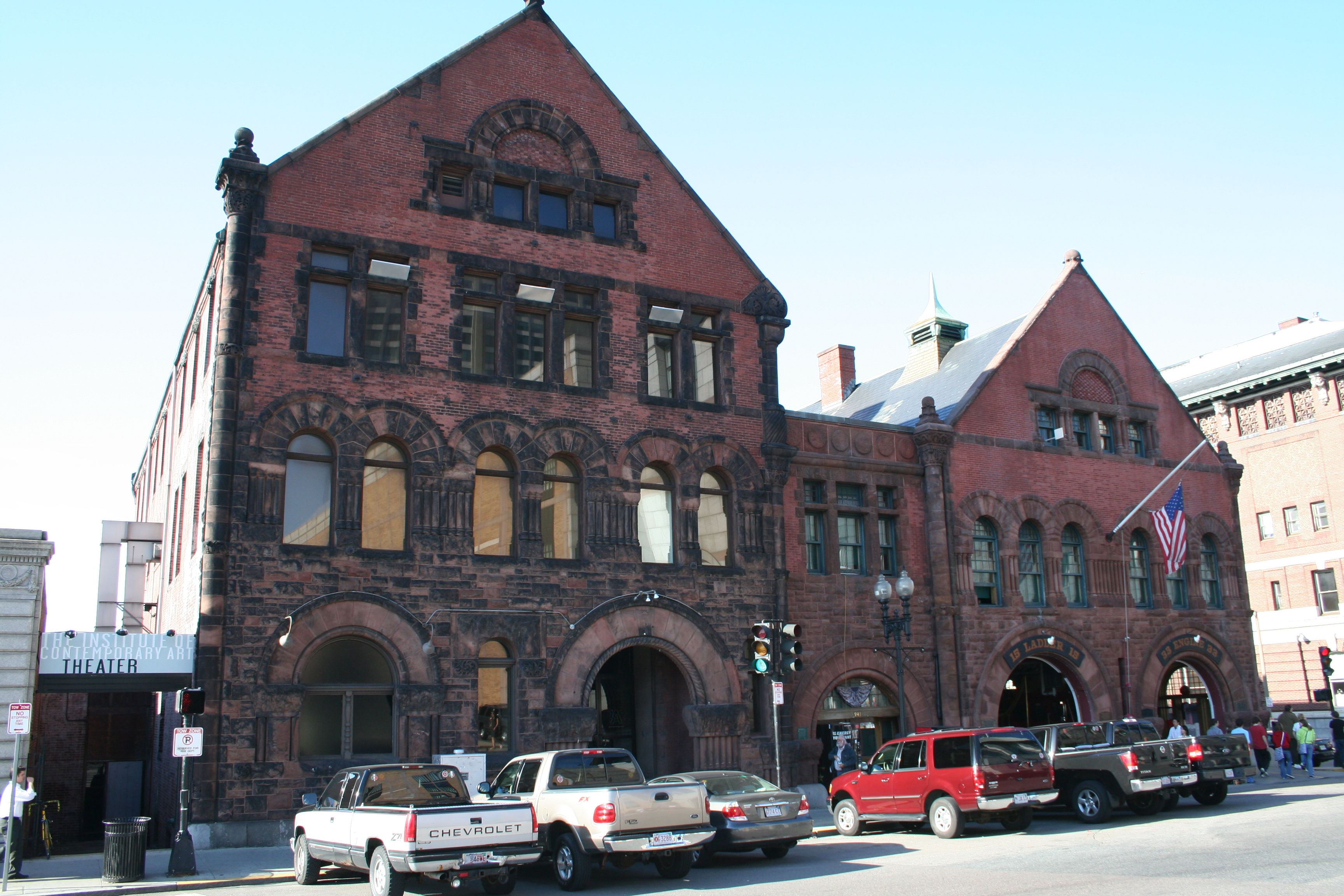
El antiguo edificio del ICA ubicado en 951/955 Boylston Street, ahora ocupado por el Boston Architectural College

El Instituto de Arte Contemporáneo fue fundado como el Museo de Arte Moderno de Boston en 1936 con oficinas alquiladas en 114 State Street con espacio de galería proporcionado por el Museo Fogg y el Museo Busch-Reisinger de la Universidad de Harvard. El Museo se planificó a sí mismo como "un vástago renegado del Museo de Arte Moderno", y fue dirigido por su primer presidente, un arquitecto de 26 años llamado Nathaniel Saltonstall. La primera exhibición por el nuevo museo fue "la primera muestra de encuestas de Paul Gauguin en el área de Boston". También en este primer año se llevó a cabo el primer evento de recaudación de fondos de la institución, el Baile de Arte Moderno.
En 1937, se trasladó a su primer espacio autoadministrado ubicado en 14 Newbury Street e instaló un precio de entrada de 25 centavos de dólar. Este año, exhibió el primer estudio del arte dada y surrealista, y exhibió la ahora famosa obra Déjeuner en fourrure de Méret Oppenheim. Esta exposición fue seguida en 1938 por el patrocinio del Ballet Russe de Monte-Carlo en Estados Unidos. La actuación contó con piezas y vestuario diseñados por Henri Matisse que estaban en consonancia con la exposición actual, y una exploración de la relación entre Matisse y Pablo Picasso. El museo también se mudó nuevamente, esta vez al Boston Art Club en 270 Dartmouth Street.
En 1939, cortó oficialmente lazos con el Museo de Arte Moderno y comenzó a llamarse de Instituto de Arte Moderno. Tras ser rebautizado, organizó una exposición de arte degenerado alemán, etiquetado como tal por el propio Hitler. Los artistas incluidos en la exhibición incluyeron a Max Beckmann, Ernst Ludwig Kirchner, Emil Nolde y Paul Klee. En 1940 acogió la exposición itinerante "Picasso, cuarenta años de su arte", que incluía la famosa obra Guernica. En esta época se mudó al 210 Beacon Street y reunió la primera encuesta de museo de Frank Lloyd Wright en Estados Unidos. Permaneció allí hasta 1943, cuando se trasladó al 138 de Newbury Street y reunió la primera encuesta de artistas afroamericanos en Nueva Inglaterra, que incluía obras de Romare Bearden y Jacob Lawrence, entre otros. También fue un lugar importante para los expresionistas de Boston.
En 1948, cambia su nombre una vez más a Instituto de Arte Contemporáneo (ICA) para "[distanciarse] de las inflexiones ideológicas que el término 'moderno' ha acumulado en favor de su significado original: 'lo que existe ahora'". Este mismo año, exhibió obras de Le Corbusier en su primera muestra en un museo estadounidense.
Durante los siguientes años, exhibió exposiciones itinerantes, incluida una de 1950 de Edvard Munch, incluido El grito, una de 1952 de Wassily Kandinsky que incluye obras nunca vistas en Estados Unidos, y la primera retrospectiva de Milton Avery en 1953. En 1956 se trasladó a la Escuela del Museo de Bellas Artes en 230 The Fenway, donde en 1958 organizó la primera exposición en un museo estadounidense de Roberto Matta. En 1959, instaló obras de arte dentro de un Stop & Shop en Memorial Drive en un evento titulado "Talento joven en Nueva Inglaterra". Algunos afirman que este se anticipó al arte pop y su interés por el consumismo.
En 1960, se mudó al Metropolitan Boston Arts Center, en 1175 Soldiers Field Road, que fue diseñado por el fundador del museo, Nathaniel Saltonstall. La recién construida galería de estilo moderno con mampara de vidrio tenía 24 m de largo y 10 m de ancho y se elevó a 3,6 m de altura sobre soportes de acero. El ICA solo habitó este espacio hasta 1963, cuando se trasladó al 100 de Newbury Street. Durante los cinco años que allí pasó, exhibió obras de artistas que representan a Estados Unidos en la Bienal de Venecia (John Chamberlain, Jim Dine, Jasper Johns, Morris Louis, Kenneth Noland, Claes Oldenburg, Robert Rauschenberg y Frank Stella) y en 1965 el museo una exposición sobre video y arte electrónico llamada Art Turned On a la que asistió Marcel Duchamp.
En 1966, organizó una exposición con unas 40 obras de Andy Warhol, conCampbell's Soup Cans y retratos de Jackie Kennedy, Marilyn Monroe, Elvis Presley y Elizabeth Taylor, así como las primeras exposiciones en un entorno de museo de películas de Warhol como Eat, Sleep y Kiss. Este mismo año Warhol y The Velvet Underground presentaron una actuación de Exploding Plastic Inevitable en el ICA.
En 1968, regresó al Metropolitan Boston Arts Center, en 1175 Soldiers Field Road, durante dos años, para mudarse en 1970 a Parkman House en 33 Beacon Street. Durante estos dos años realizó "Escultura monumental para espacios públicos", que consistió en colocar en espacios públicos de la ciudad  esculturas monumentales de Alexander Calder, Donald Judd, Robert Morris, Louise Nevelson, Claes Oldenburg y Mark di Suvero. Posiblemente la escultura más notable de esta exhibición fue LOVE, una pieza de acero corten de 3,6 m de altura de Robert Indiana instalada en el City Hall Plaza
En 1972, el ICA instaló la primera exposición individual de Douglas Huebler y se trasladó brevemente al 137 de Newbury Street. Un año después, encontró una sede más permanente en 955 Boylston Street en una antigua estación de policía. Ocupó este edificio durante 33 años. En 1976 organizó allí una retrospectiva de Claes Oldenburg a la que asiste el propio Oldenberg, la primera muestra de obras de arte de David Hockney en Estados Unidos en 1977, y en 1980 fue sede de la primera exposición de un museo estadounidense de obras de arte puramente Dada.
La década de 1980 vio más exposiciones, incluida la primera instalación en un museo de obras de Francesco Clemente y Anselm Kiefer en 1982, y en 1984 el ICA se unió a WGBH, la estación PBS de Boston, para crear y financiar el Fondo de Televisión de Arte Contemporáneo. Este ayudó a los videoartistas a lograr que sus obras se transmitieran por televisión. Posteriormente, el ICA organizó en 1986 la primera exposición individual de Allan Sekula en un museo, y ese mismo año celebró el estreno en Nueva Inglaterra de la película True Stories de David Byrne. En 1989 exhibió tanto la primera película de Estados Unidos de Chris Burden, así como la primera gran exposición dedicada a la Internacional Situacionista.
En 1990, fue la última parada de la controvertida exhibición itinerante The Perfect Moment con obras de Robert Mapplethorpe, además de exhibir la primera exhibición en un museo en Estados Unidos de Sophie Calle. En 1997 Cildo Meireles tuvo allí primera exposición en un importante museo de Estados Unidos.
A finales de la década de 1990 se produjo un cambio dramático en el ICA. Se contrató como directora a Jill Medvedow. Esta lanzó la iniciativa Vita Brevis, una serie de encargos de obras de arte a gran escala que se exhibirán en espacios públicos de Boston. Una de los primeros encargos fue una película proyectada en el Monumento Bunker Hill creado por Krzysztof Wodiczko. Estas obras aumentaron el conocimiento público y la imagen del museo. En 1999, el ICA ganó un concurso para construir una nueva institución cultural en el Fan Pier.
Mientras se diseñaba y coinstruía el nuevo edificio en el paseo marítimo, el ICA seguía en 955 Boylston Street. Durante estos años, exhibió, entre otras cosas, la primera exposición individual en un museo de obras de Cornelia Parker en 2000 y la primera exposición individual de Estados Unidos de Olafur Eliasson en 2001.
En 2006, el ICA se mudó a su nuevo edificio de 6038 m² en Fan Pier que tiene tanto galerías como un espacio para presentaciones. Este mismo año, el museo comenzó a construir una colección permanente. Desde que se mudó a su nuevo edificio, el ICA ha presentado presentaciones de danza del Mark Morris Dance Group en 2007 y de Bill T.Jones/Arnie Zane Dance Company en 2011. Las exhibiciones han incluido los primeros estudios importantes de obras de Tara Donovan en 2008, Damián Ortega y Shepard Fairey, quien fue arrestado por cargos de vandalismo cuando se dirigía a un evento del ICA, en 2009, y Mark Bradford en 2010.

## Edificios

### Edificio principal

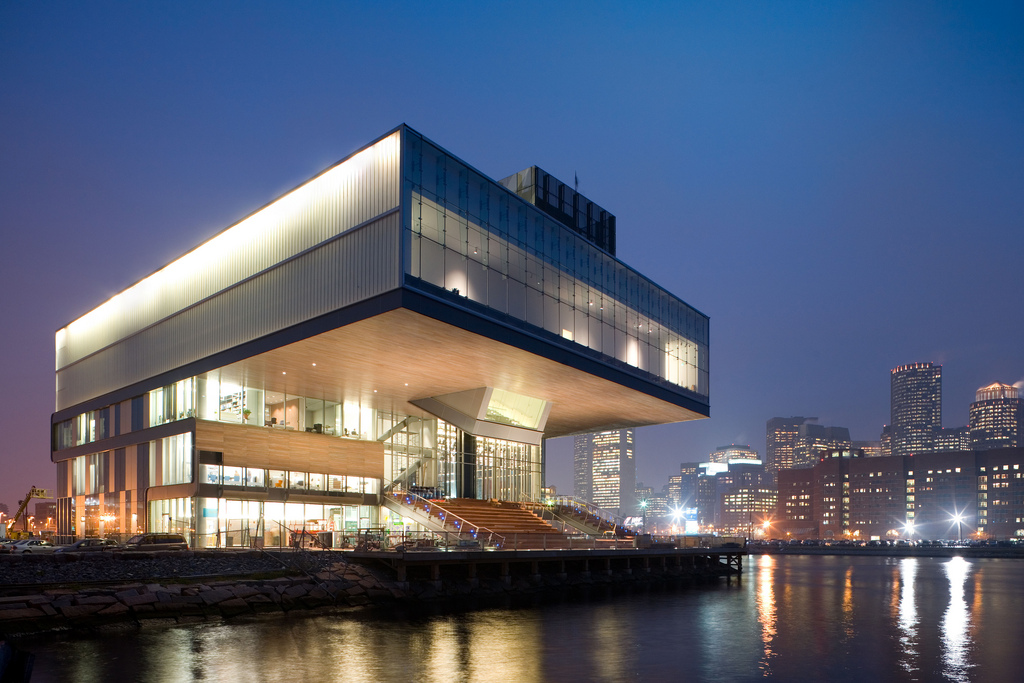
El edificio al atardecer.

Anteriormente ubicado en Boylston Street en el vecindario de Back Bay, el ICA se mudó a una nueva instalación en el Seaport District de South Boston. El museo celebró la finalización de su nuevo edificio el fin de semana del 9 al 10 de diciembre de 2006. El nuevo edificio coincidió con el lanzamiento del museo de su primera colección permanente.
El nuevo edificio fue diseñado por el estudio de arquitectura Diller Scofidio + Renfro. Es una de las primeras estructuras de esa firma que se construye y la primera que se construye en Estados Unidos. También es el primer museo de arte nuevo que se construye en Boston en más de un siglo.
El edificio está ubicado entre las estaciones Courthouse y World Trade Center en la MBTA Silver Line.

#### Respuesta crítica
El diseño del edificio, que se asemeja al de las cercanas grúas pórtico frente al mar, ha sido tenido una buena respuesta de la crítica. El ICA recibió la medalla Harleston Parker 2007, otorgada a "la obra de arquitectura más hermosa" de Boston. El crítico de arquitectura Philip Nobel también lo ha llamado una "caja fallida", quien lo criticó por tener mala circulación, una fachada aburrida que da a la tierra y ensombrecer el paseo marítimo al que Elizabeth Diller alguna vez se refirió como "el único espacio cívico viable de Boston.. "

### Cuenca hidrográfica ICA
En 2018, el ICA transformó un edificio de 1393 m² en el Astillero y Marina del Puerto de Boston en East Boston en la "Cuenca Hidrográfica de ICA". La renovación fue diseñada por Alex Anmahian y Nick Winton.
La entrada a la Cuenca es gratuita. El ICA ofrece servicio de ferry desde su edificio principal hasta Watershed, que solo cierra en invierno.
Cada año, una exhibición de un artista ocupa el espacio. La exhibición de 2018 estuvo dedicada a Diana Thater y la de 2019, a John Akomfrah. La inauguración prevista de la exposición de 2020 de Firelei Báez se retrasó por cuenta de la pandemia COVID-19. Durante este periodo, el inmueble fue un sitio de preparación de alimentos parta los residentes de East Boston.

## Exposiciones

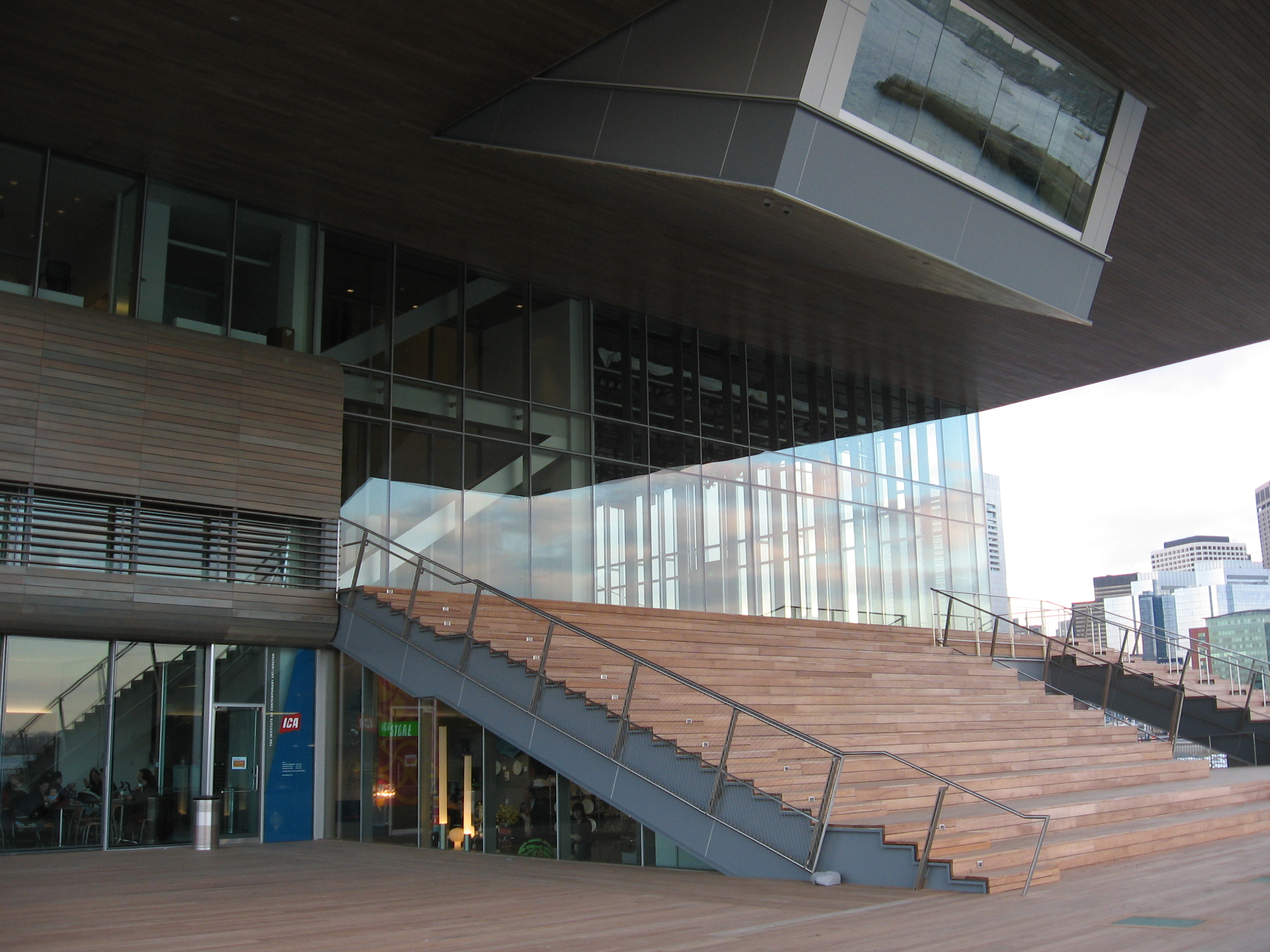
Anfiteatro al aire libre frente al puerto de Boston

El programa de exposiciones del ICA ha incluido la serie Momentum, que se centra en el trabajo de artistas emergentes; Sandra and Gerald Fineberg Art Wall, una comisión anual específica del sitio en el vestíbulo del museo; el Premio James y Audrey Foster, una exhibición y premio bienal para artistas del área de Boston; y selecciones de la colección permanente. The West Gallery (conocida hoy como Bridgitt and Bruce Evans Family y Karen and Brian Conway Galleries), el espacio de exhibición más grande, ha presentado exposiciones individuales y colectivas que incluyen Super Vision (2006), Philip-Lorca diCorcia (2007), Street Level (2008).), Anish Kapoor (2008), Tara Donovan (2008), Shepard Fairey (2009) y Mark Bradford (2011). Los programas más recientes incluyen Liz Deschenes (2016), Mark Dion: Misadventures of a 21st-Century Naturalist (2017), William Forsythe: Choreographic Objects (2018-2019).